# مشهد ریزه
مشهدریزه یا به اختصار ریزه، شهری در بخش میان ولایت شهرستان تایباد استان خراسان رضوی ایران است. این شهر در سال ۱۳۸۴ با ارتقاء روستای مشهد ریزه، مرکز بخش میان‌ولایت از توابع شهرستان تایباد تشکیل شد. این شهر در دامنه‌های شمالی رشته‌کوه کوهسرخ قرار دارد.

## نام گذاری
نام اصلی این دیار رزه می‌باشد که از واژهٔ رز به معنای درخت انگور گرفته شده است
و دلیل آن هم وجود تاکستان‌های فراوان در ریزه می‌باشد.

## پیشینه
در سال ۱۳۸۵ از الحاق دو روستای ریزه و مشهدریزه شهر مشهدریزه به وجود آمد.
در تاریخ‌نامه هرات چنین آمده است:
ولایت رزه (ریزه) توسط سپاه ملک غیاث الدین، پس از ۱۶ روز مقابله و دفاع مردم در داخل قلعه، فتح شد که این پیروزی برای سپاهیان مهاجم غنایم، اسلحه و برده فراوان به دنبال داشت آورده‌اند در آن قرن چنین خون ریزی عظیمی اتفاق نیفتاده و آن کشتار بی‌سابقه بوده است.
پس از پایان نبرد شهدای جنگ در رزه (ریزه) به خاک سپرده شدند، و از آن پس ریزه به مشهدریزه اشتهار یافت. برخی نیز بر این باورند که چون جد مادری جعفر صادق موسوم به شاهزاده قاسم در این مکان به شهادت رسیده و مدفون گردیده‌اند، این شهر یا آبادی سابق را مشهدریزه نامیده‌اند.
معین‌الدین محمد اسفزاری در کتابش روضات‌الجنات فی اوصاف مدینه هرات می‌نویسد:
 در ولایت باخرز اکثر میوه‌ها خوب می‌شود از خربزه و دوشاب و جوز و بادام و غیره و حلوای ناطف که از رزهٔ باخرز حاصل می‌شود در هیچ جای دیگر بدان لطافت و نازکی و حلاوت حاصل نمی‌آید. چنانچه مصالح حلوای آن جا رابه مواضع دیگر برده‌اند و حلوا پخته به آن خوبی و نازکی نیامده. و امرای رزه که بعضی اجداداین دستور عالی رأی بوده‌اند مردم بلند قدر رفیع مقام بوده‌اند از جمله امیر عبدالعزیز امیر شهاب الدین در زمان ملک غیاث الدین کرت ملک و والی آن نواحی بوده. و در تاریخ آل کرت مسطورست که در تاریخ ۷۲۰ هجری قمری در قلعه رزه میان او و سپاه ملک غیاث الدین حرب‌های بسیار واقع شده آخر از قلعه بیرون رفته و امیر فخرالدین شیروان را با صد مرد قائم مقام گذاشته ایشان پانزده شبانروز دیگر با سپاه ملک جنگ کرده‌اند تا قلعه فتح شده وامیر عبدالعزیز بعد از چند وقت بشفاعت ملک شمس الدین کرت ایل می‌شود و پیش ملک شمس الدین راه نیابت می‌یابد…

## موقعیت
مشهدریزه در فاصله ۲۳ کیلومتری غرب تایباد و ۱۲۳ کیلومتری مشهد قرار دارد. این شهر براساس آخرین تقسیمات سیاسی در محدوده بخش میان ولایت شهرستان تایباد قرار گرفته و به عنوان مرکز آن شناخته می‌شود. حدود شهر مشهد ریزه از شمال به اراضی روستای پل بند، از جنوب به روستاهای قادرآباد و جوزقان، از شرق به روستای چهار برجی و چاه اسکندری و از غرب به روستای سرخ سرای و در نهایت به ارتفاعات استای محدود می‌شود. دسترسی به این شهر از طریق جاده آسفالته‌ای که از تایباد در جهت شمال، شمال غربی به منظور دسترسی به‌آبادی‌های شمالی و شمال غربی شهرستان، شهر باخرز و مرکز استان گسترده شده امکان‌پذیر است.

## جمعیت
بر پایه سرشماری عمومی نفوس و مسکن در سال ۱۳۹۰ جمعیت این شهر ۹٬۲۱۱ نفر (در ۲٬۴۰۳ خانوار) بوده است.

## آثار تاریخی
- بقعه شاهزاده قاسم
- آب‌انبار قلعه کهنه ریزه:

این بنا که در میان ریزه و جنب مسجد جامع واقع شده دارای سردر، پلکان و پاشیر می‌باشد. سر درآجری وحرکت قوس‌های داخل تاق جلوهٔ زیبایی به آن داده و سقف آن به روش چپیله پوش اجرا شده است. مخزن این آب‌انبار که برخلاف آب‌انبارهای قدیمی منطقه به صورت مستطیل و ضربی پوش اجرا شده است در گذشته به وسیلهٔ آب قنات پر می‌شد. کیفیت معماری انتساب این اثر را به پیش از دوره صفویه نشان می‌دهد.

## سرشناسان
- محمدشفیع هروی حسینی
- محمدحسین باخرزی
- میر خلیل قلندر
- علاءالدین محمد رزه ای:

محمد علاء الدین خوشنویس نامی قرن دهم از مردم رزهٔ باخرز است و شاگرد بی واسطهٔ علی مشهدی است صاحب مناقب هنروران گویند که هیچ‌یک از شاگردان سلطان علی شباهت خطوط وی را به استاد نداشته است، خاصه در کتابت.
علاء الدین در کتابخانهٔ میر علی شیر نوایی پیوسته به مشق اشتغال داشت و ترقیات وی در خط را به واسطهٔ ممارست مشق در این کتاب‌خانه دانسته‌اند.
برخی از تذکره نویسان ذکری از نسخهٔ خمسهٔ نظامی امیر خسرو دهلوی که او استکتاب کرده، نموده وخط او را ستوده‌اند. صاحب ریحان نستعلیق گوید که محمد معصوم خان حاکم جونپور آن را به هزار سکهٔ زر خریداری کرد.
- محمد رزه‌ای:

محمد رزه یی فرزند علاء الدین از مردم رزهٔ باخرز بود که وی از شاگردان بی واسطهٔ سلطان علی مشهدی بوده است.
از آثار وی یک نسخه یوسف و زلیخای جامی به قلم کتابت متوسط؛ یک نسخه دیوان حافظ به قلم کتابت خوش؛ یک نسخه هفت اورنگ جامی به قلم کتابت عال؛ یک نسخه دفتر دوم سلسله الذهب جامی به قلم کتابت خوش و یک نسخه تیمور نامهٔ هاتفی به قلم کتابت خفی خوش به چشم می‌خورد.
- علاءالدین صانعی باخرزی:

وی از اشراف ولایت باخرز بود و خود را از خانواده برمکیان می‌دانست. به حدت طبع و جودت ذهن و مهارت در نظم اشعار و ایثار درم و دینار موصوف و معروف بود. وی در آغاز سلطنت سلطان حسین بایقرا وزیر او شد و نزد امیر علیشیر تقربی داشت. روزی خواجه از روی جد یا هزل این بیت به نظم کشید:
فردا که شود معرکهٔ ضربت شمشیر معلوم شود قوت بازوی علیشیر و این باعث کدورت امیر شد و خواجه مقام خود را از دست داد و قریب شش سال زندانی شد. خواجه علاءالدوله در مدت حبس اکثر اوقات را بکسب فضایل مصروف ساخت؛ و سرانجام در چهار سوی هرات به دار کشیده شد و در قریه رزه دفن شد. از وی اشعاری در مدح مراد و پیر خویش، جامی، باقی‌مانده و قصیده مصنوع سلمان ساوجی را تتبع کرده است. ↓۶. (از حبیب السیر چ خیام ج ۴ ص ۳۲۹) (از دستورالوزراء ص ۳۹۷) (از مجالس النفائس ص ۲ و ۲۲۶) (از تذکرهٔ حسینی ص ۱۹۵) (از الذریعه ج ۹ ص ۵۹۱).
احمد صالحی کاخکی عضو هیئت علمی و رئیس دانشکده مرمت دانشگاه هنر اصفهان در خلال سال‌های ۷۲–۱۳۷۱ هـ ش این مورد را بررسی و موفق به شناسایی سنگ قبر علی صانعی باخرزی در کنار آرامگاه شاهزاده قاسم و نیز تهیه اطلاعاتی از خوشنویسان رزه که بعضاً یادگارهایی از آن‌ها در مزار مولانا در تایباد به جای مانده شدندکه شرح آن‌ها در رساله غیر چاپی شان(۱۳۷۲) در دانشگاه تربیت مدرس موجود است.
- محمد حسن بن فیروز بخت الحسینی

از از خوشنویسان قرن دهم که به خط او نسخه‌ای از «دیوان» حافظ به قلم کتابت خوش و به شیوهٔ میرعلی هروی، در کتابخانهٔ دانشگاه استانبول است، با رقم:: «کاتبها الفقیر الحقیر محمد حسن بن فیروز بخت الحسینی غفر ذنوبهما و ستر عیوبهما. تحریرا فی اواسط رمضان المبارک سنهٔ احدی و سبعین و تسعمائه فی قریهٔ رزه من قراء باخرز».